# IV Triennale di Monza
La IV Triennale di Monza - Quarta Esposizione Triennale Internazionale delle Arti Decorative ed Industriali Moderne si tenne dall'11 maggio al 2 novembre 1930 presso la Villa Reale di Monza. Fu l'ultima edizione monzese prima del trasferimento della manifestazione a Milano nel 1933.

## Contesto
Con questa edizione, la rassegna assunse cadenza triennale e ampliò il proprio ambito includendo le arti industriali moderne. L'evento segnò una svolta verso la modernità, evidenziando l'interesse per la produzione industriale e l'architettura razionalista. La direzione artistica fu affidata ad Alberto Alpago-Novello, Gio Ponti e Mario Sironi.

## Struttura della mostra
La mostra si articolò in diverse sezioni tematiche, tra cui:
- Arredamento
- Ceramica
- Vetro
- Tessuti
- Metalli
- Arti grafiche
- Illuminazione
- Architettura

Nel parco della Reggia furono realizzate tre abitazioni a grandezza naturale:
- la Casa per le Vacanze di Emilio Lancia e Gio Ponti;
- la Casa del Dopolavorista di Luisa Lovarini;
- la Casa Elettrica del Gruppo 7, finanziata dalla società Edison, considerata un simbolo del razionalismo italiano.[2]

## Partecipazioni
Tra i partecipanti vi furono artisti e progettisti come Mario Sironi, Mario Sturani, Figini e Pollini e Alessandro Minali, che progettò un teatro all'aperto. Inoltre, fu bandito un concorso per una villa unifamiliare moderna, al quale parteciparono numerosi architetti italiani, tra cui Guido Frette con il progetto di una "Villa sul lago".

## Impatto
La IV Triennale di Monza rappresentò un momento di transizione verso la modernità e contribuì alla definitiva trasformazione della manifestazione. Dopo questa edizione, l'esposizione fu trasferita a Milano, dove nel 1933 fu inaugurato il Palazzo dell'Arte progettato da Giovanni Muzio, sede della Triennale di Milano.